# Bureau d'études des postes et télécommunications d'outre-mer
Le Bureau d'études des postes et télécommunications d'outre-mer (BEPTOM) était un établissement public à caractère administratif (EPA), autonome financièrement. Lié notamment au ministère français de la coopération, il était chargé d'aider dans le domaine de la poste et de la télécommunication les territoires d'outre-mer (TOM) et les États nouvellement indépendants qui le souhaitaient. Il opéra de 1956 à fin 1994.
En philatélie, il est resté notable par son rôle de réalisateur et d'imprimeur de timbres-poste des anciennes colonies françaises devenues indépendantes et le fait que ces timbres étaient vendus dès leur émission par l'agence du Bureau à Paris.
Pour les télécommunications, son action est limitée par l'existence d'entreprises privées françaises sur le marché de la coopération en Afrique francophone.

## Historique
À partir de 1956, les postes et télécommunications d'outre-mer sont réorganisés et décentralisés pour faire face à l'indépendance accordée aux protectorats du Maroc et de la Tunisie et à l'autonomie prévisible des territoires d'outre-mer.
Cette réorganisation aboutit finalement à la création du Bureau d'études des postes et télécommunications d'outre-mer. Il intervient à la demande des territoires d'outre-mer et des pays indépendants grâce à quatre services :
- Le Service des timbres-poste assure la fabrication des produits philatéliques.

- Le Service d'exploitation et des affaires juridiques aident à organiser et rédiger les règlementations et législations.

- Le Service technique des achats, le BEPTOM permet aux postes et télécommunications des pays indépendants de faire des commandes groupées auprès d'entreprises françaises à prix négociés.

- Le Service de la coopération technique assure la formation des cadres de ces pays par le « Centre de perfectionnement des cadres des postes et télécommunications » (CIPEC-PT) de Toulouse et permet d'effectuer une assistance technique sur place. Le CIPEC-PT décline progressivement avec l'ouverture d'écoles de formation en Afrique.

En 1991, un rapport sur la coopération dans les postes et télécommunications est demandé à l'Inspection générale par le ministère de l'Industrie.
Une réflexion nourrie par les différents acteurs publics et privés en France et en Afrique conduit à revoir le principe de l'existence du BEPTOM. Le Bureau disparaît le 1er janvier 1995 à la suite du décret du Premier ministre Édouard Balladur, le 22 décembre 1994.

## Actions dans le secteur postal
L'aide à l'installation, à l'entretien et à la règlementation des réseaux postaux par le BEPTOM s'accompagne de la fabrication des timbres-poste des territoires d'outre-mer français et des pays indépendants le souhaitant. Si les administrations postales conservent le choix des sujets, le BEPTOM fournit l'expertise nécessaire à la réalisation des programmes philatéliques : choix des dessinateurs et des graveurs, utilisation des presses de l'Imprimerie des timbres-poste et des valeurs fiduciaires de Périgueux, c'est-à-dire des outils de La Poste française.
L'Agence des timbres-poste d'outre-mer, installée dans l'avenue de la Bourdonnais à Paris, vend ses émissions aux collectionneurs français. Elle poursuit ainsi l'activité de vente aux collectionneurs que le ministère des colonies avait commencé en 1894, alors dans le pavillon de Flore du palais du Louvre, puis à différentes adresses : 10 rue du Mont-Thabor, rue Vaneau et 80 rue du Faubourg-Saint-Denis. Les postes africaines réalise ainsi la promotion de leur philatélie à peu de frais puisque la presse philatélique et les marchands de timbres ont contact directement avec l'ATPOM.
Dès 1991, les territoires d'outre-mer et les pays d'Afrique utilisant les services du BEPTOM sont prévenus des projets de fermeture. La Poste française réorganise ses relations avec ses bureaux dans les collectivtés locales qui bénéficient de l'autonomie philatélique (Saint-Pierre-et-Miquelon depuis 1986, puis Mayotte en 1997), et le Service national du timbre-poste et de la philatélie créé en 1989 
s'occupe de trouver les artistes et d'imprimer les timbres demandés par ces collectivités locales et les administrations postales indépendantes des TOM de l'océan Pacifique.
En Afrique, les postes concernées par la disparition du BEPTOM se tournent vers les acteurs du secteur de la confection de timbres-poste : soit des imprimeurs qui réalise les programmes philatéliques demandés, soit des  agences qui peuvent assurer l'impression et la commercialisation des timbres dans les milieux philatéliques. Selon les pays, leurs moyens financiers et l'importance de leurs besoins en timbres pour le courrier intérieur, certains maintiennent une politique contrôlée d'émissions comme le Mali avec appel à des imprimeurs réputés (Courvoisier en Suisse, la poste tunisienne) ; d'autres semblent perdre le contrôle de ces émissions qui se multiplient sur des sujets ayant peu de rapport avec le pays d'émission comme le Burkina Faso et la Guinée. Depuis la création du Système de numérotation de l'AMDP (WNS) et l'apparition de timbres portant leur nom bien que ces pays ne les aient jamais commandés, l'ensemble des pays d'Afrique francophone ayant profité du BEPTOM ont repris une politique d'émissions philatéliques contenue.

## Actions dans le secteur des télécommunications
Le service technique d'achat groupé de matériel permet de faire des économies aux postes et télécommunications des pays d'Afrique, pendant l'existence du BEPTOM.
Par ses actions financés en partie par des subventions publiques et sans facturation aux pays aidés, le BEPTOM concurrence les sociétés Sofrecom et France Câbles et Radio, même si cette dernière contrôle les communications internationales d'une quinzaine de pays sans financer le réseau intérieur détenu par l'opérateur local. L'action du BEPTOM est finalement réduite aux interventions d'urgence ou à aider France Télécom, passée du statut d'administration d'État à société intervenant dans le secteur privé, à prendre pied dans de nouveaux pays.
Après la disparition du BEPTOM, ce sont surtout des associations, comme CSDPTT, qui continuent les actions de coopération auprès des pays d'Afrique.

### Sources
- Jean-Louis Fullsack et Bruno Jaffré, « Pour la refondation de la coopération publique bilatérale française dans le domaine des télécommunications », article tiré d'une intervention lors des séminaires « Technologies de l’information et de la communication et Développement » organisés par le Centre d’observation des économies africaines (COBEA, Université Paris-11), mai 2003. L'article donne l'historique de la coopération française dans le domaine des postes et télécommunications, jusqu'aux années 2000.
- Michel Melot, « L'Afrique francophone, le nouvel eldorado des collectionneurs ? », article paru dans Timbres magazine n°76, février 2007, pages 38-43. L'article fait le point sur l'histoire philatélique des pays d'Afrique francophone depuis la disparition du BEPTOM.